# Joanna Moore
Pour les articles homonymes, voir Moore.
 (octobre 2014).
Joanna Moore, née Dorothy Joanne Cook le 10 novembre 1934 à Parrott et morte le 22 novembre 1997 à Indian Wells, est une actrice américaine.

## Biographie
Sa mère est Dorothy Martha et son père est Henry Anderson Cook. Elle a une sœur. 
Le 31 mars 1941, la famille subit un accident de voiture. Sa mère et sa sœur décèdent. Son père meurt un an plus tard. Elle grandit un moment chez sa grand-mère et est adoptée par une famille qui change son prénom de Dorothy en Joanna.
En 1951, elle se marie à Willis Moore, ils divorcent rapidement. Elle part étudier à Agnes Scott College à Decatur (Géorgie).
En 1954, elle part pour Los Angeles et est repérée par les studios Universal.
En 1963, elle se marie à Ryan O'Neal, elle est la mère de Griffin O'Neal et Tatum O'Neal.
Elle perd 3 doigts dans un accident de voiture à Malibu. Elle a connu des problèmes d'alcoolisme et de dépression,,.
En février 1975, elle se marie avec Gary Reeves, ils divorcent en 1977.
En 1996, un cancer du poumon lui est diagnostiqué. Elle meurt le 22 novembre 1997. Elle est enterrée au Hillside Memorial Park.

## Filmographie

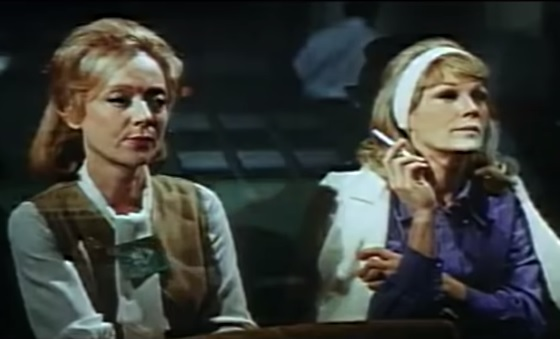
Dans Objectif Lune (1967),
avec Barbara Baxley (à g.)

| Année | Titre                                         | Rôle                | Notes                              |
| ----- | --------------------------------------------- | ------------------- | ---------------------------------- |
| 1957  | Appointment with a Shadow                     | Penny Spencer       | Alternative title: If I Should Die |
| 1957  | Slim Carter                                   | Charlene Carroll    |                                    |
| 1958  | Flood Tide                                    | Barbara Brooks      |                                    |
| 1958  | La Soif du mal (Touch of Evil)                | Marcia Linnekar     |                                    |
| 1958  | L'Étoile brisée (Ride a Crooked Trail)        | Little Brandy       |                                    |
| 1958  | Le Monstre des abîmes (Monster on the Campus) | Madeline Howard     |                                    |
| 1959  | La Colère du juste (The Last Angry Man)       | Alice Taggart       |                                    |
| 1962  | La Rue chaude (Walk on the Wild Side)         | Miss Precious       |                                    |
| 1962  | Le Shérif de ces dames (Follow That Dream)    | Alisha Claypoole    |                                    |
| 1963  | Après lui, le déluge (Son of Flubber)         | Desiree de la Roche |                                    |
| 1963  | The Man from Galveston                        | Rita Dillard        |                                    |
| 1966  | Nevada Smith                                  | Angie - Saloon Girl | Uncredited                         |
| 1968  | Objectif Lune (Countdown)                     | Mickey Stegler      |                                    |
| 1968  | Frissons garantis (Never a Dull Moment)       | Melanie Smooth      |                                    |
| 1972  | J.C.                                          | Miriam Wages        | Alternative title: Iron Horsemen   |
| 1975  | L'Odyssée du Hindenburg (The Hindenburg)      | Mrs. Channing       |                                    |
| 1986  | Run Chrissie Run!                             | Cricket coach       | Titre alternatif : Moving Targets  |

| Année     | Titre                                                         | Rôle                         | Notes                                             |
| --------- | ------------------------------------------------------------- | ---------------------------- | ------------------------------------------------- |
| 1956      | Lux Video Theatre (en)                                        | Stephanie                    | Épisode Jezebel                                   |
| 1957      | Goodyear Theater                                              | Alice Bowles                 | Épisode Lost and Found                            |
| 1957      | Harbormaster                                                  | Maggie                       | Épisode: "The Wreckers"                           |
| 1958      | Bachelor Father                                               | Diana Webster                | Épisode: "Parent's Night"                         |
| 1958      | Kraft Television Theatre                                      | Paula Carter                 | Épisode: "Death for Sale"                         |
| 1958      | Perry Mason                                                   | Patricia Taylor              | Épisode The Case of the Terrified Typist          |
| 1959      | Maverick                                                      | Linda                        | Épisode The Lass with the Poisonous Air           |
| 1959      | L'Homme à la carabine (The Rifleman)                          | Eleanor Claremont            | Épisode Obituary                                  |
| 1960      | Tales of Wells Fargo                                          | Arlene Howell                | Épisode The Easterner                             |
| 1960      | Aventures dans les îles (Adventures in Paradise)              | Ricky                        | Épisode The Siege of Troy                         |
| 1961      | The Brothers Brannagan                                        | Amanda Barnes                | Épisode: "A Matter of Millions"                   |
| 1961      | Follow the Sun                                                | Constance                    | Épisode: "The Far Side of Nowhere"                |
| 1961      | Route 66                                                      | Trinket                      | Épisode A Skill For Hunting                       |
| 1961      | Les Incorruptibles (The Untouchables)                         | Alice                        | Episode: The Nero Rankin Story                    |
| 1962      | Les Hommes volants (Ripcord)                                  | Jill Kelly                   | Épisode Chute to Kill                             |
| 1962      | The Dick Powell Show (en)                                     | Jeanne Lauring               | Épisode Squadron                                  |
| 1962      | Route 66                                                      | Lola                         | Épisode There I Am - There I Always Am            |
| 1962–1963 | The Andy Griffith Show                                        | Peggy McMillan               | 4 épisodes                                        |
| 1963      | Going My Way                                                  | Gerry                        | Épisode Don't Forget to Say Goodbye               |
| 1963      | The Dakotas                                                   | Doll Harvey                  | Épisode: "Justice at Eagle's Nest"                |
| 1958      | Perry Mason                                                   | Grace Olney                  | Épisode The Case of the Reluctant Model           |
| 1964      | Le Fugitif (The Fugitive)                                     | Helen Simmons                | Épisode Never Stop Running                        |
| 1964      | The Lieutenant                                                | Julie Havener                | Épisode Interlude                                 |
| 1964      | Le Plus Grand Chapiteau du monde (The Greatest Show on Earth) | Denny Greenleaf              | Épisode There Are No Problems, Only Opportunities |
| 1965      | Le Fugitif (The Fugitive)                                     | Joan Mitchell                | Épisode Crack in a Crystal Ball                   |
| 1965      | Des agents très spéciaux (The Man from U.N.C.L.E.)            | Fran Parsons                 | Épisode The Deadly Decoy Affair                   |
| 1965      | Les Mystères de l'Ouest (The Wild Wild West)                  | Linda Medford                | Épisode The Night of the Fatal Trap               |
| 1966      | Le Fugitif (The Fugitive)                                     | Ruth Bianchi                 | Épisode Nobody Loses All the Time                 |
| 1966      | Match contre la vie (Run for Your Life)                       | Kay Mills                    | Épisode The Man Who Had No Enemies                |
| 1966      | Brigade criminelle (Felony Squad)                             | Betty Reilly                 | Épisode Miss Reilly's Revenge                     |
| 1967      | Ma sorcière bien-aimée (Bewitched)                            | Daphne Harper                | Épisode Un ami distingué                          |
| 1967      | T.H.E. Cat                                                    | Valerie Evans                | Épisode: "Design for Death"                       |
| 1969      | Judd, for the Defense                                         | Barbara Townsend             | Épisode: "Visitation"                             |
| 1969      | Le Grand Chaparral (The High Chaparral)                       | Charlene « Charly » Converse | Épisode Lady Fair                                 |
| 1970      | Les Règles du jeu (The Name of the Game)                      | Emily                        | Épisode A Love to Remember                        |
| 1970      | The Most Deadly Game                                          | Paula Winton                 | Épisode Nightbirds                                |
| 1974      | Police Story                                                  | Lisa Roberts                 | Épisode Explosion                                 |
| 1974      | La Famille des collines (The Waltons)                         | Laura Sue Champion           | Épisode The Departure                             |
| 1975      | Kung Fu                                                       | Lula Morgan                  | Épisode The Brothers Caine                        |
| 1976      | Petrocelli                                                    | Kay Willis                   | Épisode Death Ride                                |
| 1980      | Scout's Honor                                                 | Ms. Odom                     | Téléfilm                                          |